# Eulenspiegel (Album)
Eulenspiegel ist das vierte Studioalbum der deutschen Folk-Rock-Band Ougenweide.
Es erschien 1976 bei Polydor.

## Allgemeines
Das vierte Studioalbum enthält auf der ersten Seite Lieder, die Ougenweide zu einer Eulenspiegel-Inszenierung des Landestheaters Tübingen beisteuerte. Die Texte sind der Urausgabe sowie den Eulenspiegel-Texten von Christa und Gerhard Wolf nachempfunden. Die zweite Seite bietet dagegen wie auf den vorigen Alben eine Mischung aus Vertonungen mittelalterlicher Texte und beschwingten Tanzweisen.
Totus floreo (aus der mittelalterlichen Liedersammlung Carmina Burana) und Wol mich der Stunde – die Bearbeitung eines mittelhochdeutschen Textes von Walther von der Vogelweide mit einer altfranzösischen Melodie – gehören zu den Stücken auf der B-Seite dieses Albums.

## Titelliste (LP)

### Seite 1
1. Till – 0:23
2. Tyllurius Spiegelius – 3:19
3. Der Hofmaler – 5:12
4. Till und die Gelehrten – 4:24
5. Tills Ende und Vermächtnis – 5:30

0

### Seite 2
1. Welscher Tanz und Hupfauf – 2:55
2. Totus Floreo – 2:40
3. Wol mich der Stunde – 5:36
4. Durch den Ermel gat das Loch – 5:10
5. Enzio – 2:09[2]